# Juca Kfouri
José Carlos Amaral Kfouri, detto Juca (San Paolo, 4 marzo 1950), è un giornalista, conduttore televisivo e telecronista sportivo brasiliano.

## Biografia
Laureato in scienze sociali all'Università di San Paolo, ha cominciato a lavorare per l'Editora Abril nel 1970, uscendone poi nel 1995. È stato direttore della rivista sportiva Placar dal 1979 al 1995 e dell'edizione brasiliana di Playboy (1991-1994). Ha ricoperto l'incarico di editorialista sportivo per O Globo (1989-1991), Folha de S. Paulo (1995-1999 e dal 2005 a tutt'oggi), Lance! (1999-2005).
Ha lavorato anche per la televisione: dopo essere stato commentatore sportivo per SBT (1984-1987) e Rede Globo (1988-1994), ha presentato alcuni programmi televisivi su TV Cultura, RedeTV! ed ESPN Brasil, con cui collabora tuttora. Gestisce su internet il proprio blog.